# Rahul Gandhi

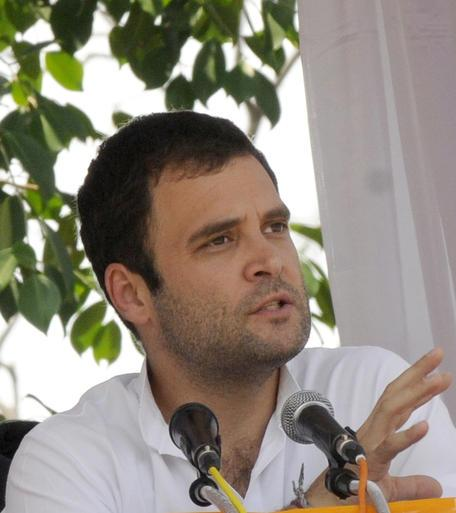
Rahul Gandhi

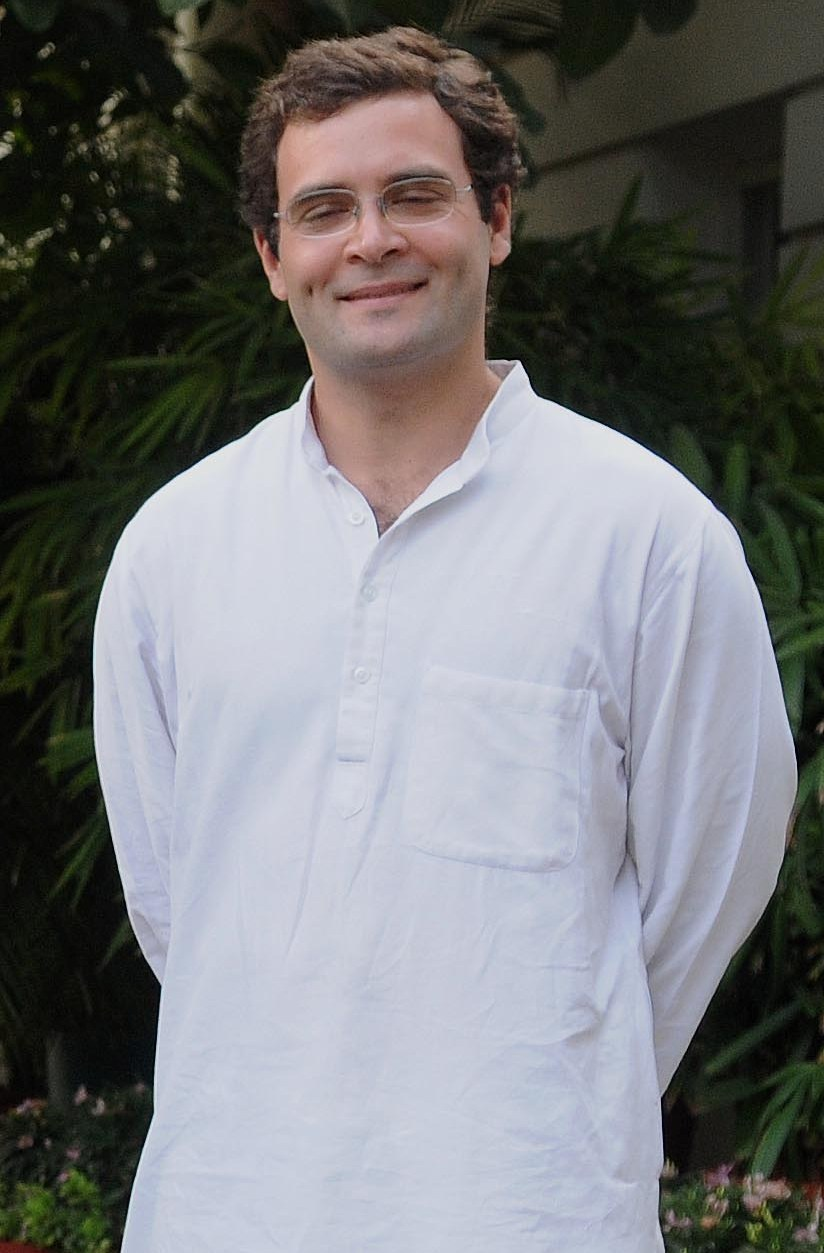
Rahul Gandhi

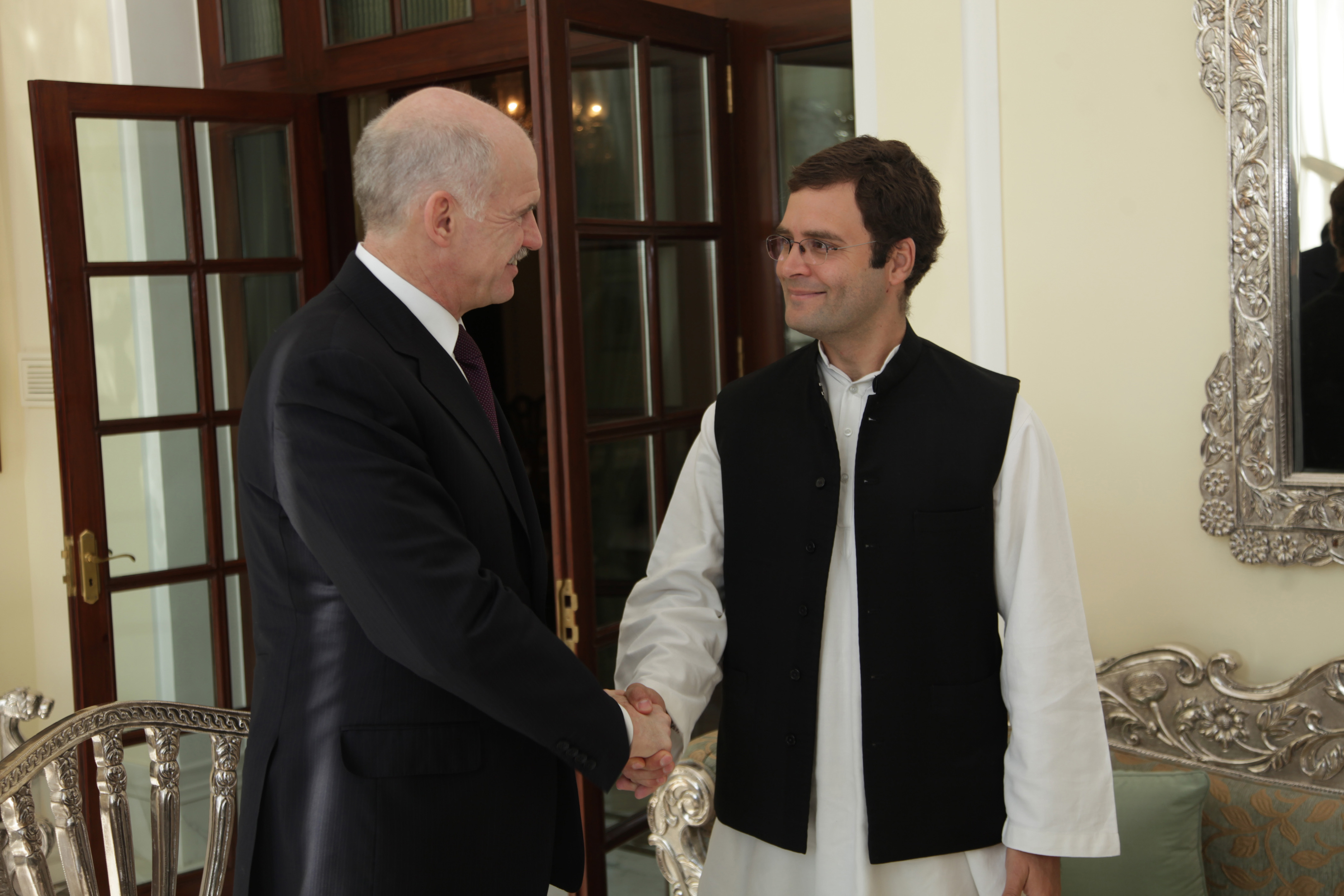
Rahul Gandhi met Grieks premier George Papandreou

Rahul Gandhi (New Delhi, 19 juni 1970) is een Indiaas politicus. Hij is parlementslid voor de Congrespartij. Tevens is hij  van deze partij, die geleid wordt door zijn moeder Sonia Gandhi.
Gandhi is de zoon van de in 1991 vermoorde premier Rajiv Gandhi, de kleinzoon van de (eveneens vermoorde) premier Indira Gandhi en de achterkleinzoon van de eerste premier van India, Jawaharlal Nehru. Als zoon in deze Nehru-Gandhi-dynastie wordt Gandhi al enkele jaren klaargestoomd om de leiding van de Congrespartij over te nemen en de nieuwe premier van het land te worden.

## Loopbaan
Na bij het Trinity College van de Universiteit van Cambridge in 1995 te zijn afgestudeerd, werkte hij tot 2002 bij de Monitor Group, een management-consulting-onderneming in Londen. Na zijn terugkeer in India werkte hij vanaf 2002 als directeur van een technologie-outsourcing-bedrijf in Mumbai.
In 2004 won hij in zijn district Amethi met gemak een zetel in de Lok Sabha, het lagerhuis van het Indiase parlement. In 2007 zette hij zich in tijdens de campagne voor de verkiezingen in Uttar Pradesh, die de Congrespartij slechts 22 zetels opleverde. In datzelfde jaar werd hij general-secretary van de All India Congress Committee en kreeg hij tevens de leiding over de Indian Youth Congress en de National Students Union of India. Hij stelde zich ten doel de laatste twee organisaties om te vormen, die in de jaren erna een grote toename van leden zagen. Bij de Lok Sabha-verkiezingen in 2009 behield hij zijn zetel voor Amethi. In 2012 was hij opnieuw actief in de campagnes tijdens de verkiezingen in verschillende staten, met onder meer lichte winst in Uttar Pradesh (van 22 naar 28 zetels). In januari 2013 werd hij in Jaipur zonder tegenkandidaten aangewezen als de vicevoorzitter van de Congrespartij.
Gandhi werd bij de parlementsverkiezingen in 2014 als kandidaat-premier naar voren geschoven en nam het daarin op tegen voornamelijk Bharatiya Janata-partij-kopstuk Narendra Modi, de toenmalige chief minister van de deelstaat Gujarat. Gandhi en zijn partij verloor echter tegen Modi, die minister-president van India werd.
Van 8 september 2022 tot 29 januari 2023 maakte Gandhi aan het hoofd van honderdduizend volgelingen een 3500 kilometer lange yatra (pelgrimstocht) van Kanyakumari in het uiterste zuidpuntje van India naar de Kasjmir in de Himalaya. Hij verklaarde vrede te willen brengen in een land vol haat.
- Gemeinsame Normdatei: 133737314
- International Standard Name Identifier: 0000 0001 1462 0874
- Library of Congress Control Number: n2006172695
- Nationale Bibliotheek van Tsjechië: js20060217005
- Nationale Bibliotheek van Polen: a0000003535491
- Virtual International Authority File: 84246298
- WorldCat: E39PBJhGYR9R68ytt7bfM67bVC